# Kerasaan I
Kerasaan I is een bestuurslaag in het regentschap Simalungun van de provincie Noord-Sumatra, Indonesië. Kerasaan I telt 8260 inwoners (volkstelling 2010).